# 昆斯威爾 (亞利桑那州)
昆斯威爾（英語：Queens Well）是位於美國亞利桑那州皮馬縣的一個非建制地區。該地的面積和人口皆未知。

## 地理
昆斯威爾的座標為32°16′03″N 111°38′00″W / 32.26750°N 111.63333°W，而該地的平均海拔高度為622米（即2041英尺）。